# 量子热力学
量子热力学 是指关于热力学和量子力学这两门相互独立的物理理论间的关系的研究领域。热力学和量子力学都讨论有关光和物质的物理现象。 1905 年，阿尔伯特·爱因斯坦提出，热力学和电磁学之间应该保持一致，由此得出了光的量子化理论，给出了{\displaystyle E=h\nu } 的关系；该论文是量子理论的曙光。几十年过去，量子理论已经建立在另一套独立的规则之上。 而目前，量子热力学解决了热力学定律怎样从量子力学中导出的。相比于量子统计力学，量子热力学强调从平衡态脱离的动态过程，并且试图建立能使量子热力学适用于单个量子系统的理论。

## 动态观点
量子热力学与开放量子系统密切相关。
量子热力学用量子力学在热力学中引入动态演化，从而为有限时间热力学奠基。
它的主要假设是把整个世界看作闭系，从而其时间演化决定于由总哈密顿量生成的幺正变换。
在热浴模型下，组合系统的总哈密顿量可以分解为：
{\displaystyle H=H_{\rm {S}}+H_{\rm {B}}+H_{\rm {SB}}}
其中 {\displaystyle H_{\rm {S}}} 是系统的哈密顿量， {\displaystyle H_{\rm {B}}} 是热浴的哈密顿量， {\displaystyle H_{\rm {SB}}} 是系统与热浴的相互作用项。
系统的状态由下列组合系统与热浴的偏迹给出：
{\displaystyle \rho _{\rm {S}}(t)=\mathrm {Tr} _{\rm {B}}(\rho _{\rm {SB}}(t))}。
系统的动力学通常只需要用系统算符描述，与此等价，也可以用约化的动力学描述整个系统的动力学。
假设系统的动力学具有马尔可夫性质，那么开放量子系统的基本运动方程就是Linblad方程 (GKLS):
{\displaystyle {\dot {\rho }}_{\rm {S}}=-{i \over \hbar }[H_{\rm {S}},\rho _{\rm {S}}]+L_{\rm {D}}(\rho _{\rm {S}})}
其中 {\displaystyle H_{\rm {S}}} 这一部分是一个 (厄密的) 哈密顿量 ，而 {\displaystyle L_{\rm {D}}}是： 
{\displaystyle L_{\rm {D}}(\rho _{\rm {S}})=\sum _{n}\left(V_{n}\rho _{\rm {S}}V_{n}^{\dagger }-{\frac {1}{2}}\left(\rho _{\rm {S}}V_{n}^{\dagger }V_{n}+V_{n}^{\dagger }V_{n}\rho _{\rm {S}}\right)\right)}